# Puente de San Pedro (Toulouse)
El puente de San Pedro (en francés Pont Saint-Pierre) es un puente situado en el centro de la ciudad de Toulouse, Francia. El puente cruza el Garona y conecta la Plaza de San Pedro con el Hospital de la Grave. Es un puente de tablero de acero y fue completamente reconstruido en 1987.

## Historia
El primer puente de San Pedro se construyó entre 1849 y 1852. Era un puente de madera, con peaje, por donde pasaban peatones y carruajes tirados por caballos. Descansaba sobre dos pilas de piedra y ladrillos, y estaba reforzado con cables metálicos.
Durante la gran inundación de 1875, un ingeniero del ayuntamiento mandó cortar los cables. Cuando los cables salieron despedidos en el aire, cortaron la fábrica de Marcon ubicada en el distrito de Amidonniers. Muy dañado, el puente Saint-Pierre fue confiado a la ciudad en 1904, que suprimió el peaje al mismo tiempo que prohibía el paso de los coches. Cuando el municipio decidió reconstruir el tablero en 1927, optó por un puente colgante, con estructura metálica, considerado más estético. Sesenta años de tráfico ininterrumpido terminaron de resquebrajar la estructura. Treinta millones de francos se recaudaron en 1984, y tres años más tarde se construyó un nuevo puente de 240 metros de largo. En el puente de los Catalanes se han reutilizado las farolas del antiguo puente colgante.
Desde el 18 de julio de 2022, el puente es peatonal de forma experimental. Se instaló una vía ciclista de doble sentido y mobiliario urbano. También se creó un fresco efímero, en pintura biodegradable. El experimento, originalmente limitado al 22 de agosto, se extiende hasta el 18 de septiembre. La eliminación de un carril de tráfico está prevista para 2023.

## Situación
El puente está aguas abajo del puente Nuevo y aguas arriba del puente de los Catalanes.

## Algunos elementos técnicos

### Intervinientes
- Dueño: Ciudad de Toulouse
- Maestro de obra: Servicios técnicos de la ciudad
- Arquitectos consultores: Henri Calley y Villemur
- Estudios de diseño y ejecución: Figg & Muller Engineers, Inc - oficina de París
- empresa principal: Campenon Bernard - Agencia de Toulouse
- Subcontratista de acero estructural: Compañía STR de Estrasburgo

### Dimensiones principales
La estructura es un puente mixto acero-hormigón parcialmente pretensado.
- Longitud total entre pilares  240 m
- tramos tramos: 36,88 - 3 × 55,00 - 36,88m
- Ancho total de la plataforma: 13,2 m
- Ancho enrollable: 2 × 4,4 m
- Ancho de la acera: 1,5 m
- Levantamiento de aceras: 0,75 m

## Galería de imágenes

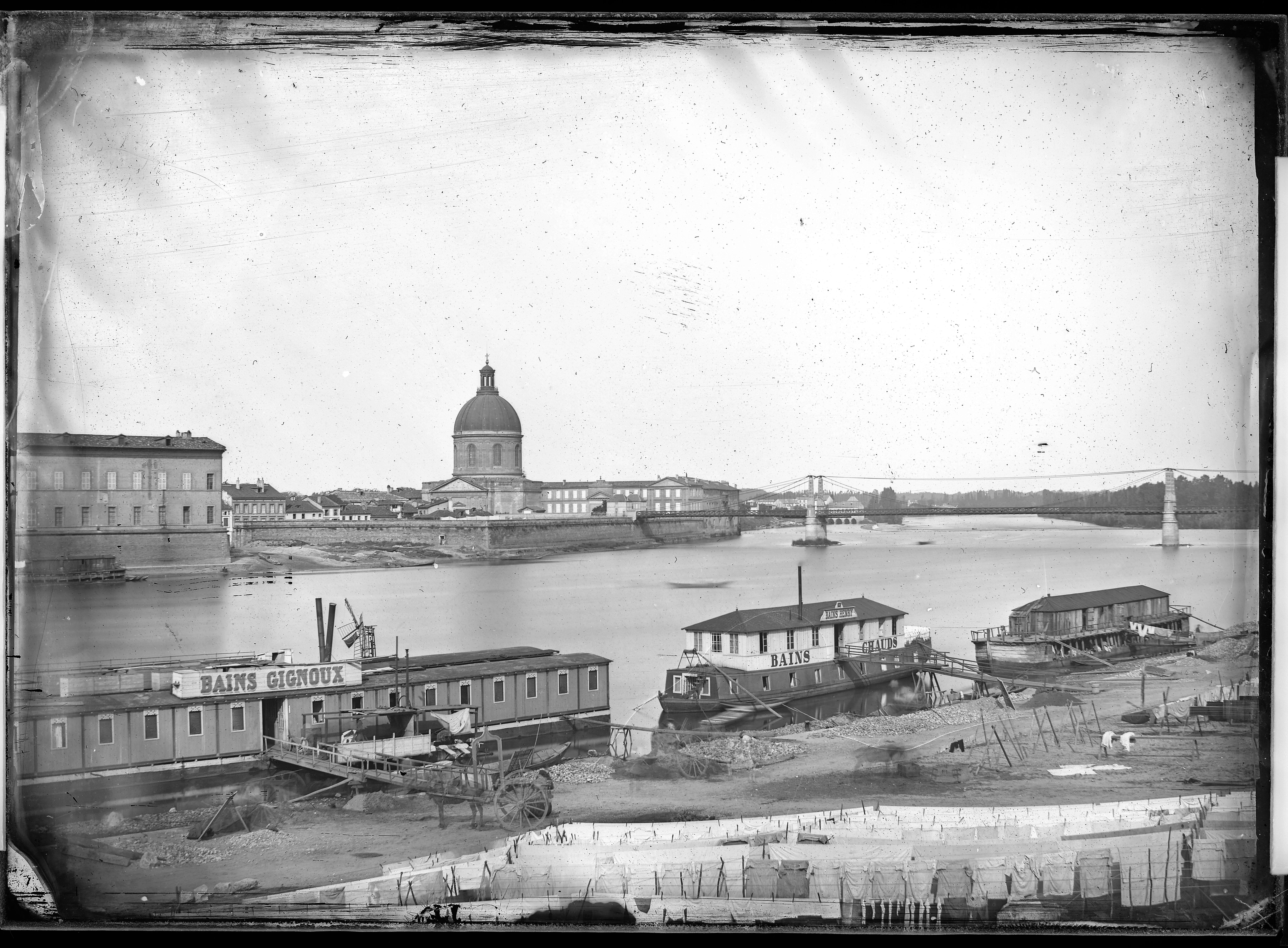
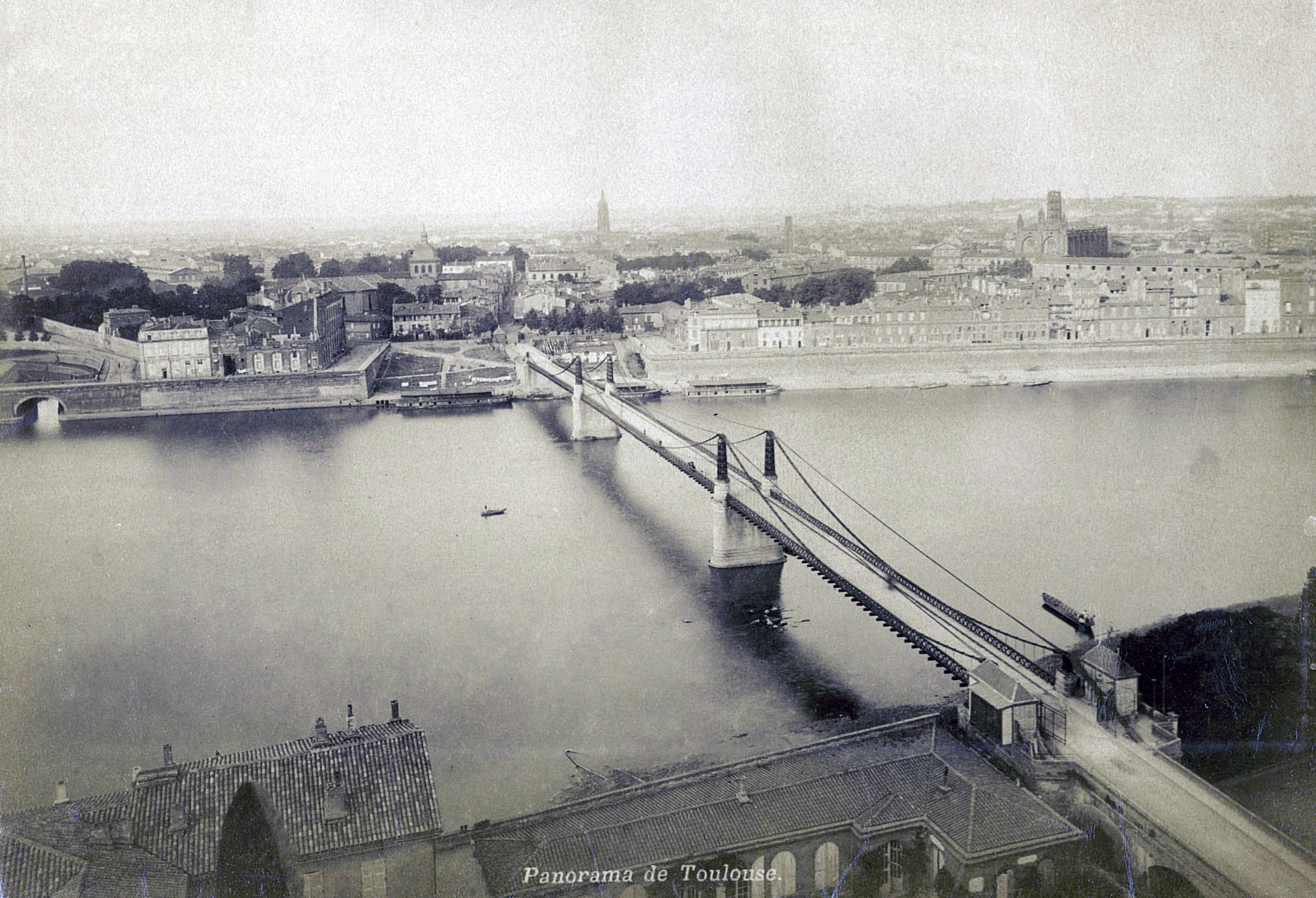
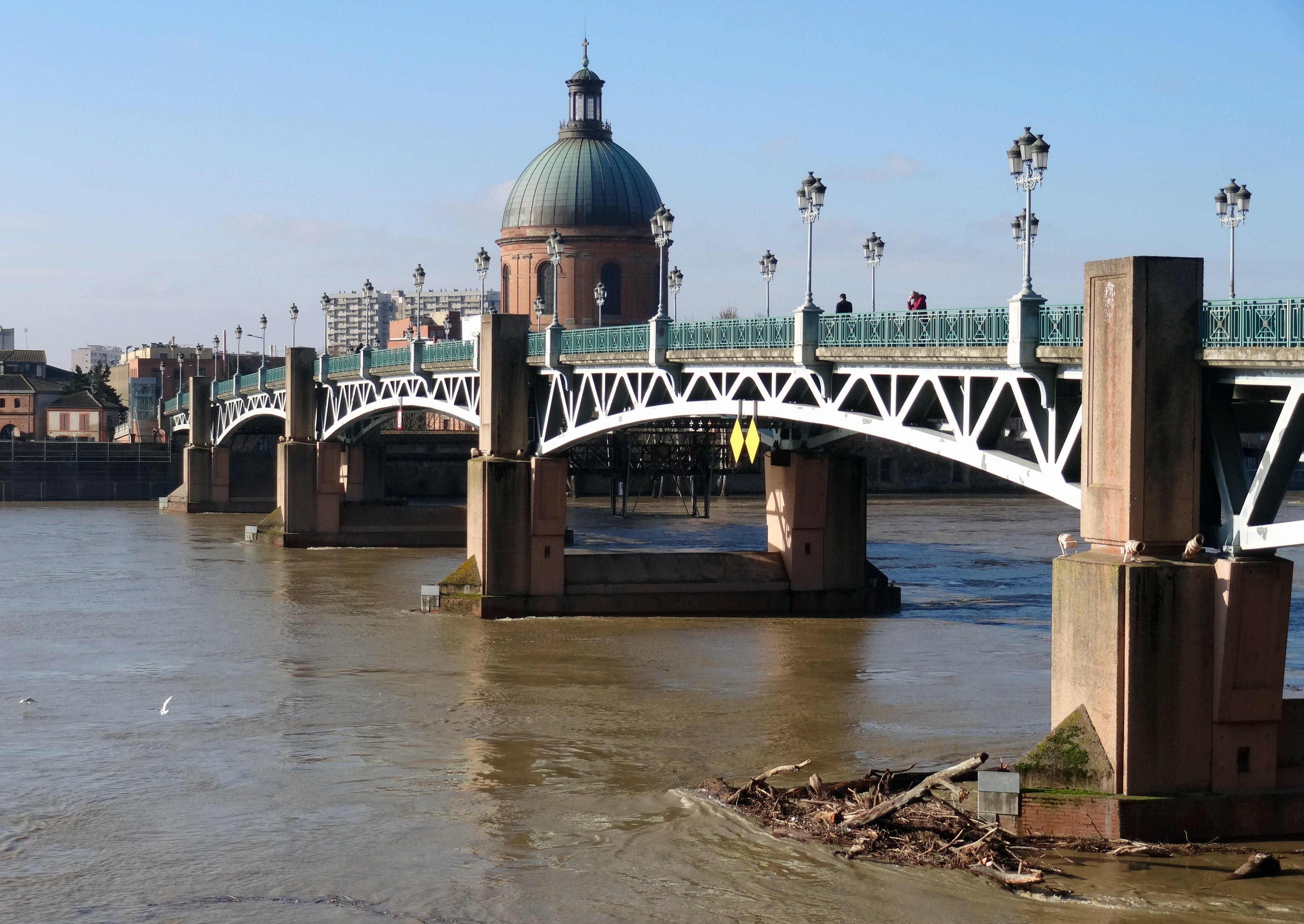
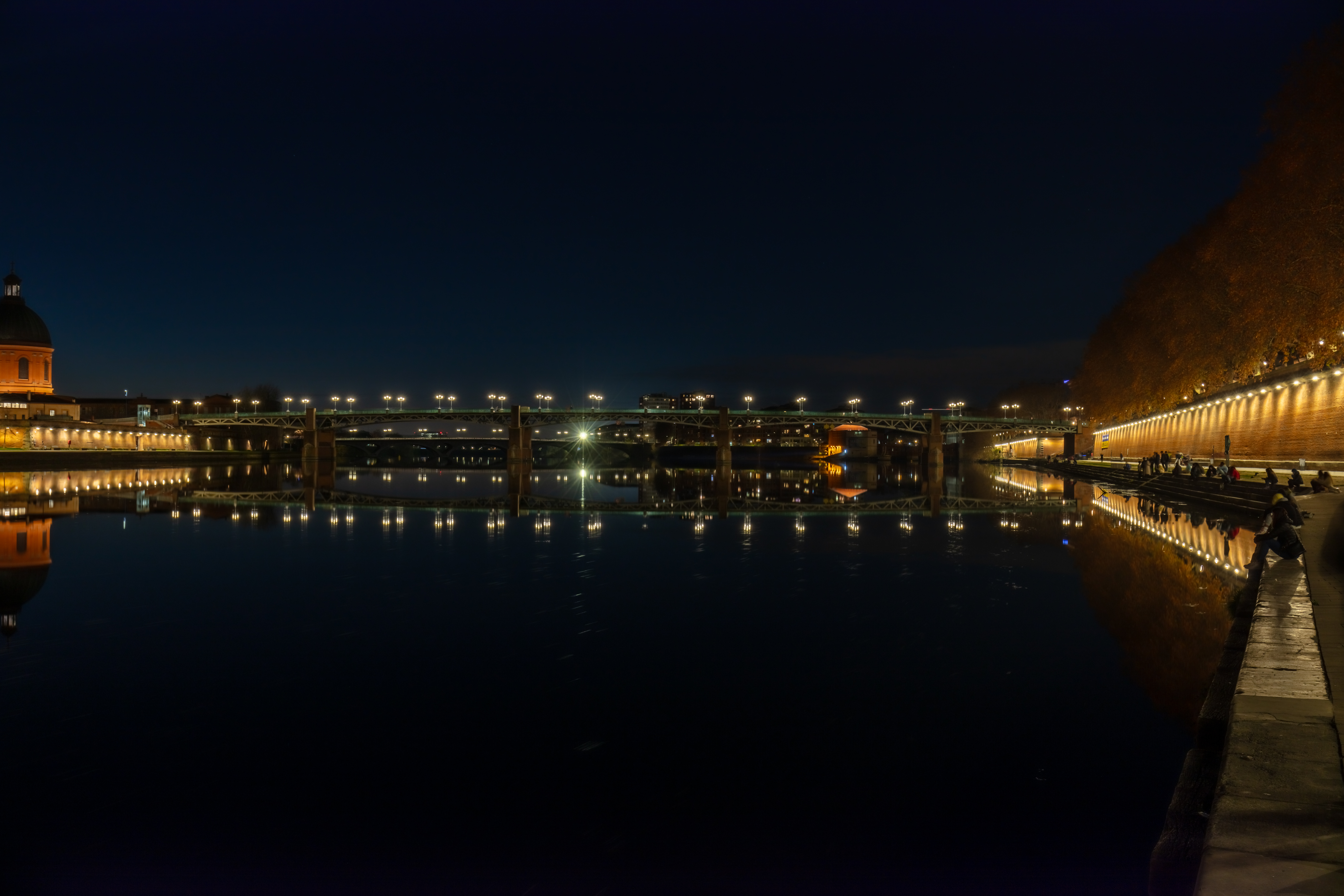
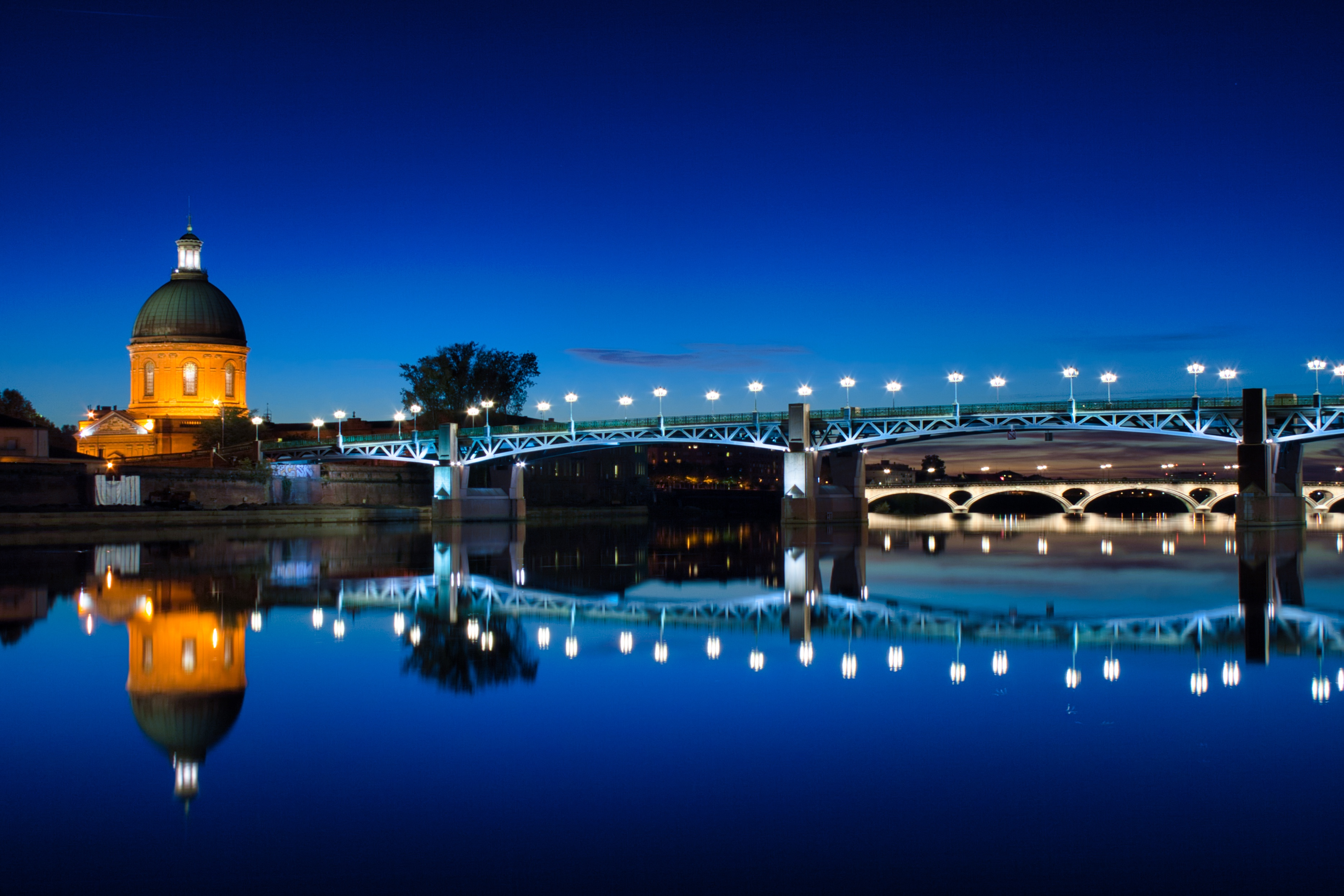
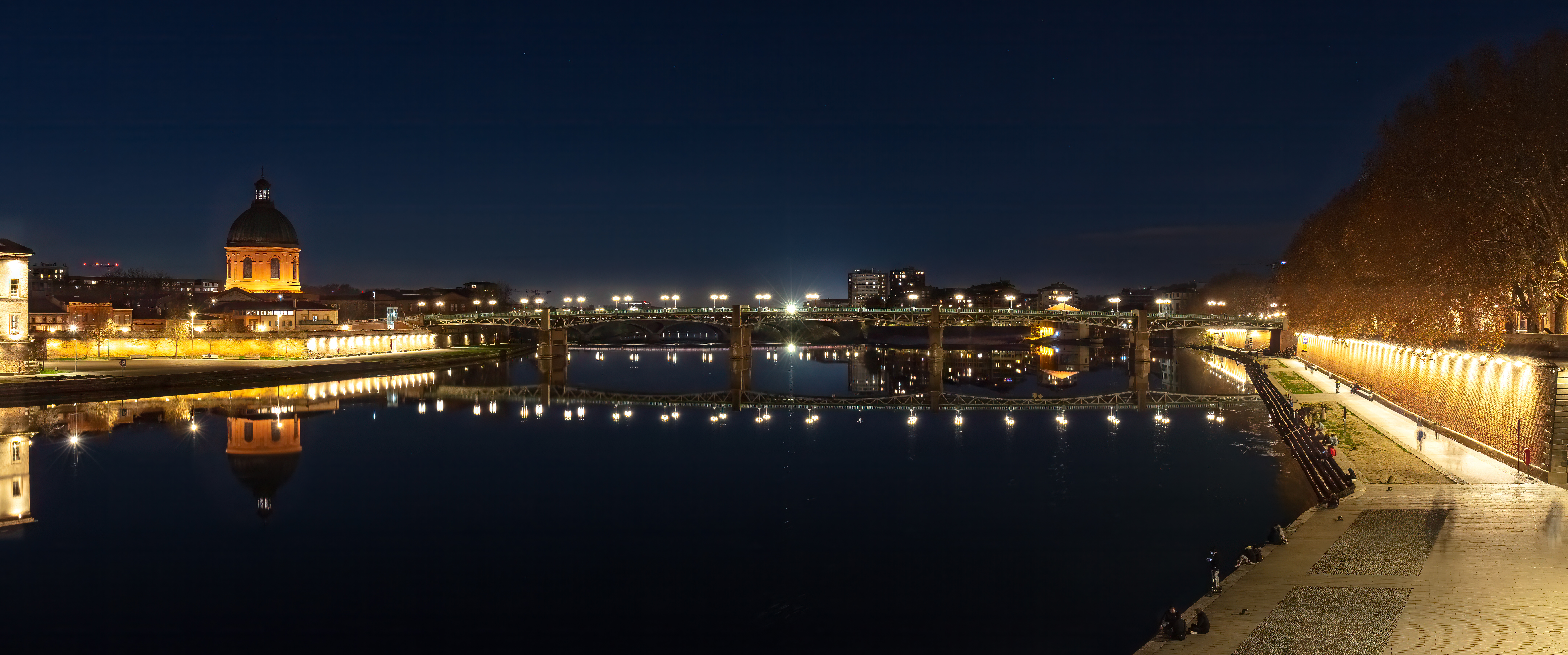